# Свети Георги (Кочани)
Вижте пояснителната страница за други значения на Свети Георги.
„Свети Великомъченик Георги“ (на македонска литературна норма: „Свети Великомаченик Ѓорѓи“) е православна църква в градчето Кочани, източната част на Северна Македония. Главен храм е на Кочанското архиерейско наместничество на Брегалнишката епархия на Македонската православна църква – Охридска архиепископия.

## Местоположение
Църквата се намира в центъра на града, в махалата Стришани, на десния бряг на Кочанската река.

## История
Според запазен османски документ старата църква е била изградена в 1814 година по инициатива на поп Моисей, преселник от Плетвар, и според българския учител З. Тасев в началото на XX век е „вехто и почти потънало в земята здание“. Според Йордан Иванов църквата е изградена с разрешение на султана в 1805 година. Най-старият запазен документ, споменаващ църква „Свети Георги“, е бележка в печатен миней от 1802 година.
В началото на учебната 1905 – 1906 година в Кочани пристига протосингелът на Скопската екзархийска митрополия Антим, който повдига въпроса за нова църква и се избира осемчленна комисия от граждани за строежа. Старата църква е съборена до основи.
Запазен е султанският ферман на Мехмед V от 30 август 1910 година. Ферманът е отговор на молба от кочанци, които искат разширяване и изграждане на нова църква на мястото на по-стара. Адресиран е до Халил бег, валията на Косовския вилает, до мавлана Хюсеин ефенди, наиб на Скопие и до членовете на Съвета. Ферманът дава държавна земя в махалата Стришани в непосредствена близост до разрушената църква за каменна църква 29 m дълга, 20 m широка и 19 m висока. Камбанария дълга и широка 4 m и висока 24 m. Разходите са за сметка на богатите кочанчани, а от раята да не се взимат насилствено пари.
Църквата е изградена в 1917 година от майстор Мане от Кочани. Според автобиографията на Димитър Папрадишки за строежа на храма е ангажирана тайфата на баща му, видния дебърски майстор Андон Китанов (1828-1914), като след смъртта му храмът е довършен 1917 година.
През юни 2002 година започна санация и реконструкция на храма и камбанарията от майстор Симеон Крстев от Кочани.

## Камбанария и помощни сгради
Каменната ограда на двора загражда триъгълно пространство и има три входа - от изток, от югоизток и от запад.
Заедно с храма, северно от него е изградена камбанарията, висока 24 m. Тя е на няколко нива, свързани със стръмна стълба, като на по-ниските има тесни отвори за светлина, На най-високия етаж са двете камбани и часовникът. На по-старата камбана пише „Кочани, 5.12.1908 г.“, а втората е изработена заедно с часовника в Земун в 1938 година от Павле Дж. Пантелич по поръчка на Сръбската православна община в Кочани. В приземието на камбанарията, в пода е вградена кръгла мраморна сполия с плитка декорация.
Западно от църквата има четирилистен отворен басейн кръстилница с мозайка, изработена в 1975 година от майстор Йован Грозданов. Кръстилницата е превърната в цветна градина. На 16 септември 1968 година започва изграждането на енорийския дом при архиерейския наместник протойерей Стоймен Дамянов и свещеник Наум Гиновски, като основите му са осветени от епископ Наум Злетовско-Струмишки. Административните сгради с кръстилница са градени от майстор Симеон Митев под надзора на Тодор Ивановски от Кочани в 1977 година. В 1994 година е решено да се изгради нова кръстилница. Неин архитект е Тодор Паскали. Кръстилницата е посветена на Покров Богородичен и започва да работи в 1998 година.

## Архитектура
Църквата е типичната за XVIII и XIX век псевдобазилика. Градена е от дялан и кършен камък. Има издължена правоъгълна форма с една полукръгла отвън апсида на изток. След края на Втората световна война на запад е изграден аркаден трем, носен от кръгли стълбове. В 1985/86 година този притвор е затворен със стъкло и ламарина. Църквата е покрита с прост покрив на две води. Над средния дял има три купола - централният е по-висок и осемстранен, а другите два са четиристранни. Куполите имат тесни вертикални прозорци. На южната и северната фасада има по два реда от по четири прозореца по три релефни псевдоколони. На запад главният вход е дъгообразно засводен и около него има четири прозореца. В патронната ниша е изписан свети Георги на кон от Димитър Папрадишки. Над северния вход има ниша без изображение, а от юг един вход води в наоса и над него има мозаечно изображение на свети Георги от Павлинка Илиева от Кочани, а вторият вход води в диаконикона. Притворът има входове от запад и юг. Наосът е отделен от притвора със стена. Две колонади от по три стълба го разделят на три кораба. Таванът е полузасводен. На запад има дървена галерия женска църква, свързана с наоса с дървени стълби от двете страни. На стените ѝ са поставени иконите от стария иконостас. Подът първоначално е от различни керамични плочки, оформящи мозаечни полета с геометрични и евхаристични символи, но е цялостно покрит при реставрацията в 2002 година. Новият под има стилизирано слънце в центъра.

## Иконостас
Иконостасът, отделящ наоса от олтарното пространство, е дървен триредов. Има резбовани царски двери и честен кръст с разпятие. Проектът за иконостаса е дело на майстор Коста Вангелов от Щип от 1920-1921 година и е повлиян от войводинските класицистични иконостаси. Иконостасът е измазан с имитация на порцелан и е струвал 40 000 динара. Иконите са дело на Димитър Андонов Папрадишки. В 1976 година старейшината на храма Русе Янков сключва договор за изработване на резбовани части на сегашния иконостас с Методи Донски от Щип. В 2002 година при реставрацията на храма е обновена и иконостасната преграда, като отвън е залепен плат и са оставени видими само резбованите части от 1976 година. Тогава са свалени иконите на Вангелов и Папрадишки и са заменени с нови на Венко Цветков, които тематично копират старите.
Владишкият стол е резбован. Амвонът е поставен на средния стълб на северната колонада и е оригинален.

## Живопис
Първоначално храмът има само две стенописни изображения, изработени веднага след завършването му. На южната стена на наоса, до олтарната преграда е изображението на светите Константин и Елена с честния кръст, а на северната – светите Кирил и Методий. На колоните пък са изписани три допоясни изображения в медальони - свети Прохор Пчински, свети Иван Рилски и свети Пантелеймон, и трите дело на Димитър Папрадишки.
В 2003/2004 година при обновата на църквата тя е изписана от Венко Цветков от Щип.

## Икони
| “ | Свети Георги е представен допоясно като войник и като мъченик, с копие в дясната ръка и мъченически кръст в лявата ръка. Облечен е в тъмнозелена туника със скъпоценни камъни на яката и маншетите на ръкавите, с броня, декорирана флорално, наметнат с цинобърна хламида, закопчана на гърдите. Изображението има колоритната хармония и жизненост. Преходите на светлина и сянка в гънките на туниката и наметката са изрисувани с голям финес, а нанесеното злато ненатрапчиво акцентира контрастите | ” |
|   | |   |

| “ | Плащеницата се състои от централна композиция, обрамчена със зелен бордюр, където вероятно е изписан текстът на тропара, който се пее на Велика събота: „Благообразният Йосиф, снел от дървото пречистото Твое тяло, с плащаница чиста го обви и с благовония, в гроб нов покрито го положи“. Иконографският тип на надгробното оплакване на Христос е тясно свързан с антиминсите и се развива в XVII и XVIII век. На преден план е мъртвият Христос, положен върху цветна тъкан, поддържана от Свети Йосиф от Ариматея и Никодим, докато Богородица с вдигнати ръце тъгува над тялото на Сина. Присъства и младият Свети Йоан Богослов, който държи също платно с по-малки размери, може би за обвиване на главата. От жените мироноски са включени Мария Магдалина, Саломия, Сузана и Марта. На заден план е Голготският кръст с приспособленията за измъчване, около които летят ангели. Ъглите на плащеницата са изпълнени с кръгли медальони с бюстове на евангелистите със свитъци в ръка. Интересен детайл от Христовия одър, между съдовете за помазвание, е маркирането на три бели плочи с римски цифри, които вероятно намекват за времето, прекарано от Полагането на гроба до Възкресението. Всички надписи са на гръцки. | ” |
|   | |   |

Старите икони в църквата са от XIX век от зограф Вениамин Галатищки. Подарени са на църквата „Свети Йоан Богослов“ в Лаки. Иконите на Вениамин са подписани и датирани 1830-1832 година. След сигнираните и атрибуирани празнични икони на Вениамин в църквата се „Успение Богородично“, „Преполовение“, „Преображение Христово“, „Възнесение Христово“ и „Въведение Богородично“, а му се приписват и „Живоносен източник“, „Благовещение“, „Тайната вечеря“, „Рождество Богородично“, „Псалм 148“. Иконите са сигнирани на гръцки, а подписът е само с името или с годината. Вениамин увеличава употребата на барокови елементи в изписването на мебелите, а при драпериите прилага орнаментално декориране, комбинирано със златни сенки при наметките.
Иконата „Възнесение Господне“ е преписвана на Кръсте Зограф от Велес.
Предполага се, че автор на три недатирани икони в църквата „Свети Георги“ е Димитър Зограф. Това са иконите на „Свети Георги“ от 1850 година, „Свети Спиридон“ и „Свети Пантелеймон и Свети Трифон“.
Иконите „Възнесение Христово“ и „Тримата йерарси“ за църквата са единични поръчки, изработени от Николай Михайлов.
Иконата на свети Георги на кон и сцената от град Вирит, датирана 1883 година, е на Петър Николов.
Иконата на свети Георги от 1908 година е дело на Димитър Папрадишки. Негова е и иконите на Свети Сава и Свети Никола от 1920 година.
В 2003 и 2004 година за иконостаса са изработени нови икони и в същия период църквата е изписана. Иконите и фреските са дело на зографа Венко Цветков от Скопие.
- Икони от храма
- „Свети Георги“, XIX век, дърво, темпера, 30 х 24 х 2 cm, приписвана на Никола Михайлов
Описание | „ | Изобразени са две от чудесата на Свети Георги: спасяването на принцесата край град Вирит и спасяването на момчето от Митилини. Централна композиция е свети Георги на кон убива змея с копие. Той е облечен в зелена туника с маншети, на които са пришити бисери, златна броня с растителни орнаменти. Наметнат е с цинобърна хламида с пришити бисери около врата. Драпериите са в позлата и по-тъмни нюанси. Небесният ангел поставя на главата му венец на слава. На заден план са царската двойка и дъщеря им. Зад светеца на коня седи млада фигура в цинобърна туника с корона на главата, с ибрик в дясната ръка. Фонът в горната част е син с разпръснати бели облаци, а в долната част има хълмист пейзаж. Рамката е боядисана с цинобър и злато. Легендата е на църковен гръцки. Лицата са със светла охра и меки зелени сенки. | “ |
- „Свети Георги“, XIX век, дърво, темпера, 45 х 38 х 2,5 cm, неизвестен автор
Описание | „ | Нарисувана е едно от чудесата на Свети Георги: спасяването от робството на момчето от остров Митилини. Централната сцена е убийството на змея, а зад светеца на коня е момчето от Митилини с ибрик в дясната ръка, облечено в цинобърна туника с тъмнозелена наметка и корона на главата. Светецът е в златни доспехи, върху тъмнозелена туника със златни маншети, с развята цинобърна наметка, закопчана с аграфа. Белият кон с вдигнати предни крака. Фонът в горната част е тъмносин, а в долната част има хълмист пейзаж с дърво на заден план. В горния ляв ъгъл на иконата има църковнославянски текст, а в горния десен ъгъл - бели облаци, от които пробива лъч. Рамката е златна. | “ |
- „Свети Георги“, 1883, дърво, темпера, 42 х 32 х 2 cm, Петър Николов
Описание | „ | Централното изображение е свети Георги и едно от неговите чудеса, спасяването на принцесата в град Вирит. Светецът язди бял кон и убива змея. Той е облечен в цинобърна туника, с тъмнозелена броня и развята наметка. Декорацията е с флорални елементи. Фонът в горната част е с разпръснати бели облаци, а в долната част има хълмист пейзаж с архитектура на заден план. В цялото изображение преобладава бледозелената гама. Зографът е оставил подписа си и годината долу вдясно. | “ |
- „Свети Георги“, XIX век, дърво, темпера, 98 х 60 х 2 cm, неизвестен автор
Описание | „ | Допоясно изображение на светеца, като мъченик и войник, с мъченически кръст в дясната ръка и копие в лявата. Той е облечен в тъмнозелена туника, със златна броня и червена наметка, закопчана на лявото рамо. Бронята е с богата флорална украса. Текстът със сигнатура е изписан в медальони. | “ |
- „Свети Георги“, 1921, дърво, масло на платно, 40 х 29,8 х 1,7 cm, Коста Вангелов
Описание | „ | Престолна икона в класицистичен стил под прякото влияние на войводинската живопис. | “ |
- „Свети Георги“, 1921, дърво, масло на платно, 139 х 58 х 2,4 cm, Коста Вангелов
- „Свети Георги“, 1921, дърво, масло, 25 х 17,9 х 2,5 cm, Коста Вангелов
- „Свети Георги“, дърво, масло, 90 х 63,8 х 2,5 cm, Димитър Папрадишки
Описание | „ | Престолна икона с дарителски текст в долния край. Дарена от Георги и Юта, с латинска азбука. Изработена за Влашката църква в Кочани. | “ |
- „Рождество Христово“, 1865, дърво, темпера, 40 х 30 х 2,5 cm, неизвестен автор
- „Свети Пантелеймон и Свети Трифон“, 1850, приписвана на Димитър Христов
- „Св. св. Кирил и Методий“, 1889, Исая Джиков
- „Света Богородица“, XIX век, неизвестен автор
- „Света Богородица Животворящ източник“, XIX век, Вениамин Галатищки
- „Възнесение Господне“, първите десетилетия на XIX век, приписвана на Кръсте Зограф
- „Кръщение Господне“, 1884, Йован Мирсин
- „Иисус Христос“, XIX век, неизвестен автор
- „Василий Велики, Григорий Богослов и Йоан Златоуст“, XIX век, неизвестен автор